# Tour du Limousin-Périgord-Nouvelle-Aquitaine 2023
La 56e édition du Tour du Limousin-Nouvelle-Aquitaine est une course par étape de cyclisme sur route qui se déroule du 15 au 18 août 2023, en Limousin et en Périgord. Le départ est donné à Rilhac-Rancon et la course se termine une fois de plus à Limoges. La course est remportée par le Français Romain Grégoire (Groupama-FDJ), âgé de vingt ans, qui gagne les première et troisième étapes.

## Parcours
Cette édition est composée de 4 étapes :

### 1reétape
La 1re étape, longue de 165,7 kilomètres s'élance de Rilhac-Rancon, en Haute-Vienne et se termine à Bénévent-l'Abbaye dans la Creuse. Elle comprend quatre points de sprint : Ceyroux au km 47,1 ; Fleurat - Trophée Corrèze le département au km 97,8 ; Le Grand-Bourg au km 118,5 et Fursac au km 129,7.
Elle comprend aussi trois points de meilleurs grimpeurs : la côte de la Croix de Saint-Marc (Catégorie 3 - 4,22 %) au km 27,8 ; la côte des Beiges (Cat 2 - 6,04 %) au km 140,8 et la côte de Saint-Goussaud (Cat 1 - 5,52 % - Trophée de la Creuse ) au km 150,4.

### 2eétape
La 2e étape, se déroule entièrement en Dordogne, elle part d'Excideuil pour rejoindre Trélissac, dans l'agglomération du Grand Périgueux. Longue de 185,6 kilomètres, elle compte quatre points de sprint : Cubjac au km 68,7 ; Vergt au km 107,6 ; Cornille - Trophée Corrèze le département au km 155,5 et Le Change au km 172,5.
Elle compte aussi trois points de meilleurs grimpeurs : la côte d’Anlhiac (Cat 3 - 5,58 %) au km 41,4 ; la côte de Saint-Pierre-de-Chignac (Cat 3 - 5,27 %) au km 86,8 et la côte de Sarliac (Cat 3 - 4,34%) au km 168,5.

### 3eétape
La 3e étape, la plus longue de cette édition, d'une longueur de 195,5 kilomètres se déroule entièrement en Corrèze entre Sarran et Bort-les-Orgues.
L'étape compte quatre points de sprint : Marcillac-la-Croisille au km 36,8 ; Merlines - Trophée Corrèze le département au km 123,5 ; Thalamy au km 144,7 et Saint-Julien-près-Bort au km 176,1.
L'étape comprend trois points de meilleurs grimpeurs : la côte de la Chevalerie (Cat 2 - 7,45 %) au km 60 ;  la côte de la Croix Haute (Cat 2 - 4,67 %) au km 135 et la côte du Puy de Bort (Cat 1 - 6,1 %) au km 169,2.

### 4eétape
La dernière étape de l'édition s'élance de Glandon (Haute-Vienne) et s'achève dans la Préfecture du département, à Limoges. D'une distance de 170,6 kilomètres, elle compte quatre points de sprint : Ladignac-le-Long au km 14,8 ; Saint-Cyr au km 49,6 ; Lieu-dit Banèche - Trophée Corrèze le département au km 108,1 et Peyrilhac au km 113.
Cette dernière comprend quatre points de meilleurs grimpeurs : la côte de Saint Victurnien (Cat 3 - 4,3 %) au km 65,5 ; la côte du Peyrelade (Cat 2 - 4,78%) au km 85,3 ; la côte de Villerajouze (Cat 2 - 6,19%) au km 96,6 et la côte des Monts (Cat 3 - 5,73%) au km 120,3.

## Équipes
18 équipes dont 6 World Teams UCI, 6 continentales professionnelles et 6 continentales sont au départ de l'épreuve.
| WorldTeams (6)- AG2R Citroën Team - Cofidis - Groupama-FDJ - Intermarché-Circus-Wanty - Arkéa-Samsic - Movistar Team ProTeams (6)- TotalEnergies - Bingoal WB - Team Corratec-Selle Italia - Eolo-Kometa - Equipo Kern Pharma - Green Project-Bardiani CSF-Faizanè Équipes continentales (6)- CIC U Nantes Atlantique - Nice Métropole Côte d'Azur - Saint Michel-Mavic-Auber 93 - Van Rysel-Roubaix Lille Métropole - Tarteletto-Isorex - Trinity Racing |
| |

## Étapes
| Étape     | Date    | Villes étapes                     | type            | Distance (km) | Vainqueur d'étape | Leader du classement général |
| --------- | ------- | --------------------------------- | --------------- | ------------- | ----------------- | ---------------------------- |
| 1re étape | 15 août | Rilhac-Rancon – Bénévent-l'Abbaye | étape vallonnée | 165,7         | Romain Grégoire   | Romain Grégoire              |
| 2e étape  | 16 août | Excideuil – Trélissac             | étape vallonnée | 185,6         | Luca Mozzato      | Romain Grégoire              |
| 3e étape  | 17 août | Sarran – Bort-les-Orgues          | étape vallonnée | 195,5         | Romain Grégoire   | Romain Grégoire              |
| 4e étape  | 18 août | Glandon – Limoges                 | étape vallonnée | 170,6         | Hugo Page         | Romain Grégoire              |

## Déroulement de la course

### 1reétape
Les cinq coureurs échappés n'ont jamais plus de trois minutes d'avance : les Italiens Andrea Pietrobon et Samuele Zoccarato (lâché par ses compagnons d'échappée, il abandonne en cours d'étape), l'Allemand Oliver Mattheis, les Français Tom Mainguenaud et Jean-Louis Le Ny. Ils sont rattrapés, le dernier étant Pietrobon repris dans Arrènes par le peloton mené par l'équipe Groupama-FDJ pour ses deux leaders : Michael Storer qui lance une première attaque puis Romain Grégoire qui sort à 18 km de l'arrivée, dans la côte de Saint-Goussaud. Il est pris en chasse par Benoît Cosnefroy (AG2R-Citroën-la Mondiale), Lorenzo Rota (Intermarché-Circus-Wanty) et son coéquipier Michael Storer. Grégoire résiste à ses poursuivants et gagne l'étape en solitaire, suivi par Cosnefroy à 19 secondes, Storer à 20", Rota à 29" et le peloton à 37". 
| \| Classement de l'étape \| Classement de l'étape \| Classement de l'étape \| Classement de l'étape \| Classement de l'étape \| \| Coureur \| Coureur \| Pays \| Équipe \| Temps \| \| --------------------- \| --------------------- \| --------------------- \| --------------------------------- \| --------------------- \| \| 1er \| Romain Grégoire \| France \| Groupama-FDJ \| 4 h 00 min 05 s \| \| 2e \| Benoît Cosnefroy \| France \| AG2R Citroën Team \| + 19 s \| \| 3e \| Michael Storer \| Australie \| Groupama-FDJ \| + 20 s \| \| 4e \| Lorenzo Rota \| Italie \| Intermarché-Circus-Wanty \| + 29 s \| \| 5e \| Maxime Jarnet \| France \| Van Rysel-Roubaix Lille Métropole \| + 37 s \| \| 6e \| Hugo Page \| France \| Intermarché-Circus-Wanty \| + 37 s \| \| 7e \| Aimé De Gendt \| Belgique \| Intermarché-Circus-Wanty \| + 37 s \| \| 8e \| Jordan Jegat \| France \| CIC U Nantes Atlantique \| + 37 s \| \| 9e \| Jesús Herrada \| Espagne \| Cofidis \| + 37 s \| \| 10e \| Samuele Rivi \| Italie \| Eolo-Kometa \| + 37 s \| |                  |           |                                   |                 |
| |                  |           |                                   |                 |
| |                  |           |                                   |                 |
| Classement de l'étape |                  |           |                                   |                 |
| Coureur | Coureur          | Pays      | Équipe                            | Temps           |
| 1er | Romain Grégoire  | France    | Groupama-FDJ                      | 4 h 00 min 05 s |
| 2e | Benoît Cosnefroy | France    | AG2R Citroën Team                 | + 19 s          |
| 3e | Michael Storer   | Australie | Groupama-FDJ                      | + 20 s          |
| 4e | Lorenzo Rota     | Italie    | Intermarché-Circus-Wanty          | + 29 s          |
| 5e | Maxime Jarnet    | France    | Van Rysel-Roubaix Lille Métropole | + 37 s          |
| 6e | Hugo Page        | France    | Intermarché-Circus-Wanty          | + 37 s          |
| 7e | Aimé De Gendt    | Belgique  | Intermarché-Circus-Wanty          | + 37 s          |
| 8e | Jordan Jegat     | France    | CIC U Nantes Atlantique           | + 37 s          |
| 9e | Jesús Herrada    | Espagne   | Cofidis                           | + 37 s          |
| 10e | Samuele Rivi     | Italie    | Eolo-Kometa                       | + 37 s          |

| \| Classement général \| Classement général \| Classement général \| Classement général \| Classement général \| \| Coureur \| Coureur \| Pays \| Équipe \| Temps \| \| ------------------ \| ------------------ \| ------------------ \| --------------------------------- \| ------------------ \| \| 1er \| Romain Grégoire \| France \| Groupama-FDJ \| 3 h 59 min 55 s \| \| 2e \| Benoît Cosnefroy \| France \| AG2R Citroën Team \| + 23 s \| \| 3e \| Michael Storer \| Australie \| Groupama-FDJ \| + 26 s \| \| 4e \| Lorenzo Rota \| Italie \| Intermarché-Circus-Wanty \| + 39 s \| \| 5e \| Maxime Jarnet \| France \| Van Rysel-Roubaix Lille Métropole \| + 47 s \| \| 6e \| Hugo Page \| France \| Intermarché-Circus-Wanty \| + 47 s \| \| 7e \| Aimé De Gendt \| Belgique \| Intermarché-Circus-Wanty \| + 47 s \| \| 8e \| Jordan Jegat \| France \| CIC U Nantes Atlantique \| + 47 s \| \| 9e \| Jesús Herrada \| Espagne \| Cofidis \| + 47 s \| \| 10e \| Samuele Rivi \| Italie \| Eolo-Kometa \| + 47 s \| |                  |           |                                   |                 |
| |                  |           |                                   |                 |
| |                  |           |                                   |                 |
| Classement général |                  |           |                                   |                 |
| Coureur | Coureur          | Pays      | Équipe                            | Temps           |
| 1er | Romain Grégoire  | France    | Groupama-FDJ                      | 3 h 59 min 55 s |
| 2e | Benoît Cosnefroy | France    | AG2R Citroën Team                 | + 23 s          |
| 3e | Michael Storer   | Australie | Groupama-FDJ                      | + 26 s          |
| 4e | Lorenzo Rota     | Italie    | Intermarché-Circus-Wanty          | + 39 s          |
| 5e | Maxime Jarnet    | France    | Van Rysel-Roubaix Lille Métropole | + 47 s          |
| 6e | Hugo Page        | France    | Intermarché-Circus-Wanty          | + 47 s          |
| 7e | Aimé De Gendt    | Belgique  | Intermarché-Circus-Wanty          | + 47 s          |
| 8e | Jordan Jegat     | France    | CIC U Nantes Atlantique           | + 47 s          |
| 9e | Jesús Herrada    | Espagne   | Cofidis                           | + 47 s          |
| 10e | Samuele Rivi     | Italie    | Eolo-Kometa                       | + 47 s          |

### 2eétape
Deux coureurs échappés la veille se retrouvent parmi les cinq échappés de la deuxième étape : Andrea Pietrobon et Tom Mainguenaud, aux côtés de l'Allemand Vinzent Dorn, du Suisse Johan Jacobs et du Belge Kenny Molly. Cette échappée atteint son avance maximale, 5 min 35, à 95 km de l'arrivée. Pietrobon est le premier à céder, puis c'est le tour de Mainguenaud. Les trois rescapés sont repris par le peloton à 4,5 km de l'arrivée. À Trélissac, le sprint est remporté par Luca Mozzato (Arkéa-Samsic), dont c'est la première victoire professionnelle, devant Lewis Askey et Benoît Cosnefroy, qui reprend quatre secondes à Romain Grégoire par le jeu des bonifications.
| \| Classement de l'étape \| Classement de l'étape \| Classement de l'étape \| Classement de l'étape \| Classement de l'étape \| \| Coureur \| Coureur \| Pays \| Équipe \| Temps \| \| --------------------- \| --------------------- \| --------------------- \| ---------------------------------- \| --------------------- \| \| 1er \| Luca Mozzato \| Italie \| Arkéa-Samsic \| 4 h 25 min 20 s \| \| 2e \| Lewis Askey \| Royaume-Uni \| Groupama-FDJ \| + 0 s \| \| 3e \| Benoît Cosnefroy \| France \| AG2R Citroën Team \| + 0 s \| \| 4e \| Hugo Page \| France \| Intermarché-Circus-Wanty \| + 0 s \| \| 5e \| Axel Mariault \| France \| Cofidis \| + 0 s \| \| 6e \| Jesús Herrada \| Espagne \| Cofidis \| + 0 s \| \| 7e \| Emmanuel Morin \| France \| CIC U Nantes Atlantique \| + 0 s \| \| 8e \| Filippo Fiorelli \| Italie \| Green Project-Bardiani CSF-Faizanè \| + 0 s \| \| 9e \| Giovanni Lonardi \| Italie \| Eolo-Kometa \| + 0 s \| \| 10e \| Maxime Jarnet \| France \| Van Rysel-Roubaix Lille Métropole \| + 0 s \| |                  |             |                                    |                 |
| |                  |             |                                    |                 |
| |                  |             |                                    |                 |
| Classement de l'étape |                  |             |                                    |                 |
| Coureur | Coureur          | Pays        | Équipe                             | Temps           |
| 1er | Luca Mozzato     | Italie      | Arkéa-Samsic                       | 4 h 25 min 20 s |
| 2e | Lewis Askey      | Royaume-Uni | Groupama-FDJ                       | + 0 s           |
| 3e | Benoît Cosnefroy | France      | AG2R Citroën Team                  | + 0 s           |
| 4e | Hugo Page        | France      | Intermarché-Circus-Wanty           | + 0 s           |
| 5e | Axel Mariault    | France      | Cofidis                            | + 0 s           |
| 6e | Jesús Herrada    | Espagne     | Cofidis                            | + 0 s           |
| 7e | Emmanuel Morin   | France      | CIC U Nantes Atlantique            | + 0 s           |
| 8e | Filippo Fiorelli | Italie      | Green Project-Bardiani CSF-Faizanè | + 0 s           |
| 9e | Giovanni Lonardi | Italie      | Eolo-Kometa                        | + 0 s           |
| 10e | Maxime Jarnet    | France      | Van Rysel-Roubaix Lille Métropole  | + 0 s           |

| \| Classement général \| Classement général \| Classement général \| Classement général \| Classement général \| \| Coureur \| Coureur \| Pays \| Équipe \| Temps \| \| ------------------ \| ------------------ \| ------------------ \| --------------------------------- \| ------------------ \| \| 1er \| Romain Grégoire \| France \| Groupama-FDJ \| 8 h 25 min 15 s \| \| 2e \| Benoît Cosnefroy \| France \| AG2R Citroën Team \| + 19 s \| \| 3e \| Michael Storer \| Australie \| Groupama-FDJ \| + 26 s \| \| 4e \| Lorenzo Rota \| Italie \| Intermarché-Circus-Wanty \| + 39 s \| \| 5e \| Lewis Askey \| Royaume-Uni \| Groupama-FDJ \| + 41 s \| \| 6e \| Hugo Page \| France \| Intermarché-Circus-Wanty \| + 47 s \| \| 7e \| Jesús Herrada \| Espagne \| Cofidis \| + 47 s \| \| 8e \| Maxime Jarnet \| France \| Van Rysel-Roubaix Lille Métropole \| + 47 s \| \| 9e \| Paul Magnier \| France \| Trinity Racing \| + 47 s \| \| 10e \| Axel Mariault \| France \| Cofidis \| + 47 s \| |                  |             |                                   |                 |
| |                  |             |                                   |                 |
| |                  |             |                                   |                 |
| Classement général |                  |             |                                   |                 |
| Coureur | Coureur          | Pays        | Équipe                            | Temps           |
| 1er | Romain Grégoire  | France      | Groupama-FDJ                      | 8 h 25 min 15 s |
| 2e | Benoît Cosnefroy | France      | AG2R Citroën Team                 | + 19 s          |
| 3e | Michael Storer   | Australie   | Groupama-FDJ                      | + 26 s          |
| 4e | Lorenzo Rota     | Italie      | Intermarché-Circus-Wanty          | + 39 s          |
| 5e | Lewis Askey      | Royaume-Uni | Groupama-FDJ                      | + 41 s          |
| 6e | Hugo Page        | France      | Intermarché-Circus-Wanty          | + 47 s          |
| 7e | Jesús Herrada    | Espagne     | Cofidis                           | + 47 s          |
| 8e | Maxime Jarnet    | France      | Van Rysel-Roubaix Lille Métropole | + 47 s          |
| 9e | Paul Magnier     | France      | Trinity Racing                    | + 47 s          |
| 10e | Axel Mariault    | France      | Cofidis                           | + 47 s          |

### 3eétape
Sur cette étape-reine parcourant l'est de la Corrèze, une échappée de six coureurs prend jusqu'à six minutes d'avance : les Italiens Martin Marcellusi et Alessandro Iacchi, le Britannique Callum MacLeod, les Français Thomas Bonnet, Nicolas Debeaumarché et Andréa Mifsud. Le peloton est mené par deux membres de l'équipe Groupama-FDJ du maillot jaune, les coureurs d'Arkéa-Samsic et ceux de la formation Cofidis. Mifsud est distancé à l'entrée de Thalamy.
Après avoir traversé Bort-les-Orgues, les cinq rescapés de l'échappée ont encore 2'20 d'avance dans la première montée du Puy de Bort. Marcellusi part en solitaire, puis l'Estonien Rein Taaramäe sort du peloton et creuse l'écart au pied des orgues. Il rejoint Debeaumarché et Bonnet (ce dernier étant bientôt lâché), mais le duo de poursuivants n'arrive pas à reprendre Marcellusi.
Dans la deuxième montée du Puy de Bort, Taaramäe et Debeaumarché sont repris dès le début, Marcellusi juste après. Michael Storer et Élie Gesbert tentent des accélérations, mais c'est Oscar Rodriguez qui réussit à s'extraire, à 1 km 900 de l'arrivée. Puis Jesus Herrada attaque à 600 m  de la ligne, mais Romain Grégoire réussit à le suivre, il le rattrape et double même Rodriguez à 100 m de l'arrivée, confortant ainsi son maillot jaune.
| \| Classement de l'étape \| Classement de l'étape \| Classement de l'étape \| Classement de l'étape \| Classement de l'étape \| \| Coureur \| Coureur \| Pays \| Équipe \| Temps \| \| --------------------- \| ---------------------------- \| --------------------- \| ------------------------ \| --------------------- \| \| 1er \| Romain Grégoire \| France \| Groupama-FDJ \| 4 h 50 min 57 s \| \| 2e \| Óscar Rodríguez Garaicoechea \| Espagne \| Movistar Team \| + 1 s \| \| 3e \| Jesús Herrada \| Espagne \| Cofidis \| + 3 s \| \| 4e \| Benoît Cosnefroy \| France \| AG2R Citroën Team \| + 9 s \| \| 5e \| Jordan Jegat \| France \| CIC U Nantes Atlantique \| + 11 s \| \| 6e \| Kévin Vauquelin \| France \| Arkéa-Samsic \| + 11 s \| \| 7e \| Michael Storer \| Australie \| Groupama-FDJ \| + 14 s \| \| 8e \| Élie Gesbert \| France \| Arkéa-Samsic \| + 15 s \| \| 9e \| Rémy Rochas \| France \| Cofidis \| + 45 s \| \| 10e \| Laurens Huys \| Belgique \| Intermarché-Circus-Wanty \| + 51 s \| |                              |           |                          |                 |
| |                              |           |                          |                 |
| |                              |           |                          |                 |
| Classement de l'étape |                              |           |                          |                 |
| Coureur | Coureur                      | Pays      | Équipe                   | Temps           |
| 1er | Romain Grégoire              | France    | Groupama-FDJ             | 4 h 50 min 57 s |
| 2e | Óscar Rodríguez Garaicoechea | Espagne   | Movistar Team            | + 1 s           |
| 3e | Jesús Herrada                | Espagne   | Cofidis                  | + 3 s           |
| 4e | Benoît Cosnefroy             | France    | AG2R Citroën Team        | + 9 s           |
| 5e | Jordan Jegat                 | France    | CIC U Nantes Atlantique  | + 11 s          |
| 6e | Kévin Vauquelin              | France    | Arkéa-Samsic             | + 11 s          |
| 7e | Michael Storer               | Australie | Groupama-FDJ             | + 14 s          |
| 8e | Élie Gesbert                 | France    | Arkéa-Samsic             | + 15 s          |
| 9e | Rémy Rochas                  | France    | Cofidis                  | + 45 s          |
| 10e | Laurens Huys                 | Belgique  | Intermarché-Circus-Wanty | + 51 s          |

| \| Classement général \| Classement général \| Classement général \| Classement général \| Classement général \| \| Coureur \| Coureur \| Pays \| Équipe \| Temps \| \| ------------------ \| ------------------ \| ------------------ \| --------------------------- \| ------------------ \| \| 1er \| Romain Grégoire \| France \| Groupama-FDJ \| 13 h 16 min 02 s \| \| 2e \| Benoît Cosnefroy \| France \| AG2R Citroën Team \| + 38 s \| \| 3e \| Michael Storer \| Australie \| Groupama-FDJ \| + 50 s \| \| 4e \| Jesús Herrada \| Espagne \| Cofidis \| + 56 s \| \| 5e \| Kévin Vauquelin \| France \| Arkéa-Samsic \| + 1 min 08 s \| \| 6e \| Jordan Jegat \| France \| CIC U Nantes Atlantique \| + 1 min 08 s \| \| 7e \| Élie Gesbert \| France \| Arkéa-Samsic \| + 1 min 12 s \| \| 8e \| Rémy Rochas \| France \| Cofidis \| + 1 min 42 s \| \| 9e \| Laurens Huys \| Belgique \| Intermarché-Circus-Wanty \| + 1 min 48 s \| \| 10e \| Joris Delbove \| France \| Saint Michel-Mavic-Auber 93 \| + 1 min 50 s \| |                  |           |                             |                  |
| |                  |           |                             |                  |
| |                  |           |                             |                  |
| Classement général |                  |           |                             |                  |
| Coureur | Coureur          | Pays      | Équipe                      | Temps            |
| 1er | Romain Grégoire  | France    | Groupama-FDJ                | 13 h 16 min 02 s |
| 2e | Benoît Cosnefroy | France    | AG2R Citroën Team           | + 38 s           |
| 3e | Michael Storer   | Australie | Groupama-FDJ                | + 50 s           |
| 4e | Jesús Herrada    | Espagne   | Cofidis                     | + 56 s           |
| 5e | Kévin Vauquelin  | France    | Arkéa-Samsic                | + 1 min 08 s     |
| 6e | Jordan Jegat     | France    | CIC U Nantes Atlantique     | + 1 min 08 s     |
| 7e | Élie Gesbert     | France    | Arkéa-Samsic                | + 1 min 12 s     |
| 8e | Rémy Rochas      | France    | Cofidis                     | + 1 min 42 s     |
| 9e | Laurens Huys     | Belgique  | Intermarché-Circus-Wanty    | + 1 min 48 s     |
| 10e | Joris Delbove    | France    | Saint Michel-Mavic-Auber 93 | + 1 min 50 s     |

### 4eétape
50 kilomètres sont parcourus lors de la première heure de course : cette rapidité tient notamment aux attaques lancées par Benoît Cosnefroy et Kévin Vauquelin. Puis une échappée de cinq coureurs se détache, elle est composée de : l'Italien Martin Marcellusi, déjà en pointe la veille, l'Espanol Imanol Erviti, le Néerlandais Stijn Appel, le Belge Thomas Joseph et le Français Paul Ourselin. Ce dernier, resté seul à 21 km de l'arrivée, est rattrapé 12 km plus loin : Adrien Boichis attaque aussitôt. Pour le sprint final, le maillot jaune Romain Grégoire mène le peloton et essaie de placer son coéquipier Lewis Askey, mais c'est Hugo Page qui gagne l'étape, sa première victoire professionnelle.
| \| Classement de l'étape \| Classement de l'étape \| Classement de l'étape \| Classement de l'étape \| Classement de l'étape \| \| Coureur \| Coureur \| Pays \| Équipe \| Temps \| \| --------------------- \| --------------------- \| --------------------- \| --------------------------------- \| --------------------- \| \| 1er \| Hugo Page \| France \| Intermarché-Circus-Wanty \| 3 h 52 min 01 s \| \| 2e \| Paul Magnier \| France \| Trinity Racing \| \| \| 3e \| Luca Mozzato \| Italie \| Arkéa-Samsic \| \| \| 4e \| Benoît Cosnefroy \| France \| AG2R Citroën Team \| \| \| 5e \| Clément Venturini \| France \| AG2R Citroën Team \| \| \| 6e \| Lewis Askey \| Royaume-Uni \| Groupama-FDJ \| \| \| 7e \| Maxime Jarnet \| France \| Van Rysel-Roubaix Lille Métropole \| \| \| 8e \| Giovanni Lonardi \| Italie \| Eolo-Kometa \| \| \| 9e \| Romain Cardis \| France \| Saint Michel-Mavic-Auber 93 \| \| \| 10e \| Geoffrey Soupe \| France \| TotalEnergies \| \| |                   |             |                                   |                 |
| |                   |             |                                   |                 |
| |                   |             |                                   |                 |
| Classement de l'étape |                   |             |                                   |                 |
| Coureur | Coureur           | Pays        | Équipe                            | Temps           |
| 1er | Hugo Page         | France      | Intermarché-Circus-Wanty          | 3 h 52 min 01 s |
| 2e | Paul Magnier      | France      | Trinity Racing                    |                 |
| 3e | Luca Mozzato      | Italie      | Arkéa-Samsic                      |                 |
| 4e | Benoît Cosnefroy  | France      | AG2R Citroën Team                 |                 |
| 5e | Clément Venturini | France      | AG2R Citroën Team                 |                 |
| 6e | Lewis Askey       | Royaume-Uni | Groupama-FDJ                      |                 |
| 7e | Maxime Jarnet     | France      | Van Rysel-Roubaix Lille Métropole |                 |
| 8e | Giovanni Lonardi  | Italie      | Eolo-Kometa                       |                 |
| 9e | Romain Cardis     | France      | Saint Michel-Mavic-Auber 93       |                 |
| 10e | Geoffrey Soupe    | France      | TotalEnergies                     |                 |

### Classement final
| \| Classement général \| Classement général \| Classement général \| Classement général \| Classement général \| \| Coureur \| Coureur \| Pays \| Équipe \| Temps \| \| ------------------ \| ------------------ \| ------------------ \| ------------------ \| ------------------ \| |         |      |        |       |
| |         |      |        |       |
| |         |      |        |       |
| Classement général |         |      |        |       |
| Coureur | Coureur | Pays | Équipe | Temps |

| Classement par équipes | Classement par équipes             | Classement par équipes | Classement par équipes |
| Équipe                 | Équipe                             | Pays                   | Temps                  |
| ---------------------- | ---------------------------------- | ---------------------- | ---------------------- |
| 1re                    | Groupama-FDJ                       | France                 | 51 h 27 min 50 s       |
| 2e                     | Cofidis                            | France                 |                        |
| 3e                     | TotalEnergies                      | France                 |                        |
| 4e                     | Intermarché-Circus-Wanty           | Belgique               |                        |
| 5e                     | Arkéa-Samsic                       | France                 |                        |
| 6e                     | Team Corratec-Selle Italia         | Italie                 |                        |
| 7e                     | AG2R Citroën Team                  | France                 |                        |
| 9e                     | Green Project-Bardiani CSF-Faizanè | Italie                 |                        |
| 10e                    | CIC U Nantes Atlantique            | France                 |                        |

| Classement de la montagne | Classement de la montagne | Classement de la montagne | Classement de la montagne          | Classement de la montagne |
| Coureur                   | Coureur                   | Pays                      | Équipe                             | Points                    |
| ------------------------- | ------------------------- | ------------------------- | ---------------------------------- | ------------------------- |
| 1er                       | Martin Marcellusi         | Italie                    | Green Project-Bardiani CSF-Faizanè | 30 pts                    |
| 2e                        | Nicolas Debeaumarché      | France                    | Saint Michel-Mavic-Auber 93        | 18 pts                    |
| 3e                        | Thomas Joseph             | Belgique                  | Tarteletto-Isorex                  | 14 pts                    |
| 4e                        | Romain Grégoire           | France                    | Groupama-FDJ                       | 10 pts                    |
| 5e                        | Benoît Cosnefroy          | France                    | AG2R Citroën Team                  | 8 pts                     |

| Classement du meilleur jeune | Classement du meilleur jeune | Classement du meilleur jeune | Classement du meilleur jeune | Classement du meilleur jeune |
| Coureur                      | Coureur                      | Pays                         | Équipe                       | Temps                        |
| ---------------------------- | ---------------------------- | ---------------------------- | ---------------------------- | ---------------------------- |
| 1er                          | Romain Grégoire              | France                       | Groupama-FDJ                 | 17 h 08 min 03 s             |
| 2e                           | Kévin Vauquelin              | France                       | Arkéa-Samsic                 |                              |
| 3e                           | Jordan Jegat                 | France                       | CIC U Nantes Atlantique      |                              |
| 4e                           | Joris Delbove                | France                       | Saint Michel-Mavic-Auber 93  |                              |
| 5e                           | Laurens Huys                 | Belgique                     | Intermarché-Circus-Wanty     |                              |

## Évolutions des classements
| Étape              | Vainqueur          | Classement général | Classement des sprinteurs | Classement du combiné | Classement de la montagne | Classement du meilleur jeune | Classement par équipes | Prix de la combativité | Trophée de la Creuse | Trophée Corrèze le département |
| ------------------ | ------------------ | ------------------ | ------------------------- | --------------------- | ------------------------- | ---------------------------- | ---------------------- | ---------------------- | -------------------- | ------------------------------ |
| 1                  | Romain Grégoire    | Romain Grégoire    | Tom Mainguenaud           | Oliver Mattheis       | Romain Grégoire           | Romain Grégoire              | Groupama-FDJ           | Andrea Pietrobon       | Romain Grégoire      | Jean-Louis Le Ny               |
| 2                  | Luca Mozzato       | Romain Grégoire    | Tom Mainguenaud           | Vinzent Dorn          | Andrea Pietrobon          | Romain Grégoire              | Groupama-FDJ           | Kenny Molly            | non-décerné          | Vinzent Dorn                   |
| 3                  | Romain Grégoire    | Romain Grégoire    | Tom Mainguenaud           | Callum MacLeod        | Martin Marcellusi         | Romain Grégoire              | Groupama-FDJ           | Martin Marcellusi      | non-décerné          | Andrea Mifsud                  |
| 4                  | Hugo Page          | Romain Grégoire    | Tom Mainguenaud           | Paul Ourselin         | Martin Marcellusi         | Romain Grégoire              | Groupama-FDJ           | Paul Ourselin          | non-décerné          | Paul Ourselin                  |
| Classements finals | Classements finals | Romain Grégoire    | Tom Mainguenaud           | non-décerné           | Martin Marcellusi         | Romain Grégoire              | Groupama-FDJ           | non-décerné            | non-décerné          | non-décerné                    |

Greg Van Avermaet a reçu un trophée du fair-play.

## Liste des participants
| Movistar Team MOV | Movistar Team MOV                  | Movistar Team MOV |
| ----------------- | ---------------------------------- | ----------------- |
| Num               | Coureur                            | Pos               |
| 1                 | Mathias Norsgaard (DEN)            |                   |
| 2                 | Imanol Erviti (ESP)                |                   |
| 3                 | Johan Jacobs (SUI)                 |                   |
| 4                 | Óscar Rodríguez Garaicoechea (ESP) |                   |
| 5                 | José Joaquín Rojas (ESP)           |                   |
| 6                 | Gonzalo Serrano (ESP)              |                   |
| 7                 | Vinicius Rangel (BRA)              |                   |

| AG2R Citroën Team ACT | AG2R Citroën Team ACT     | AG2R Citroën Team ACT |
| --------------------- | ------------------------- | --------------------- |
| Num                   | Coureur                   | Pos                   |
| 11                    | Benoît Cosnefroy (FRA)    |                       |
| 12                    | Michael Schär (SUI)       |                       |
| 13                    | Clément Venturini (FRA)   |                       |
| 14                    | Valentin Retailleau (FRA) |                       |
| 15                    | Damien Touzé (FRA)        |                       |
| 16                    | Greg Van Avermaet (BEL)   |                       |
| 17                    | Jordan Labrosse (FRA)     |                       |

| Cofidis COF | Cofidis COF           | Cofidis COF |
| ----------- | --------------------- | ----------- |
| Num         | Coureur               | Pos         |
| 21          | Jesús Herrada (ESP)   |             |
| 22          | François Bidard (FRA) |             |
| 23          | Rubén Fernández (ESP) |             |
| 24          | José Herrada (ESP)    |             |
| 25          | Axel Mariault (FRA)   |             |
| 26          | Rémy Rochas (FRA)     |             |

| Groupama-FDJ GFC | Groupama-FDJ GFC         | Groupama-FDJ GFC |
| ---------------- | ------------------------ | ---------------- |
| Num              | Coureur                  | Pos              |
| 31               | Romain Grégoire (FRA)    |                  |
| 32               | Lewis Askey (GBR)        |                  |
| 33               | Fabian Lienhard (SUI)    |                  |
| 34               | Rudy Molard (FRA)        |                  |
| 35               | Matthieu Ladagnous (FRA) |                  |
| 36               | Michael Storer (AUS)     |                  |
| 37               | Reuben Thompson (NZL)    |                  |

| Intermarché-Circus-Wanty ICW | Intermarché-Circus-Wanty ICW | Intermarché-Circus-Wanty ICW |
| ---------------------------- | ---------------------------- | ---------------------------- |
| Num                          | Coureur                      | Pos                          |
| 41                           | Rein Taaramäe (EST)          |                              |
| 42                           | Aimé De Gendt (BEL)          |                              |
| 43                           | Laurens Huys (BEL)           |                              |
| 44                           | Hugo Page (FRA)              |                              |
| 45                           | Tom Paquot (BEL)             |                              |
| 46                           | Simone Petilli (ITA)         |                              |
| 47                           | Lorenzo Rota (ITA)           |                              |

| Arkéa-Samsic ARK | Arkéa-Samsic ARK      | Arkéa-Samsic ARK |
| ---------------- | --------------------- | ---------------- |
| Num              | Coureur               | Pos              |
| 51               | Kévin Vauquelin (FRA) |                  |
| 52               | Élie Gesbert (FRA)    |                  |
| 53               | Maxime Bouet (FRA)    |                  |
| 54               | Mathis Le Berre (FRA) |                  |
| 55               | Luca Mozzato (ITA)    |                  |
| 56               | Laurent Pichon (FRA)  |                  |
| 57               | Baptiste Gillet (FRA) |                  |

| Green Project-Bardiani CSF-Faizanè BCF | Green Project-Bardiani CSF-Faizanè BCF | Green Project-Bardiani CSF-Faizanè BCF |
| -------------------------------------- | -------------------------------------- | -------------------------------------- |
| Num                                    | Coureur                                | Pos                                    |
| 61                                     | Luca Covili (ITA)                      |                                        |
| 62                                     | Filippo Fiorelli (ITA)                 |                                        |
| 63                                     | Davide Gabburo (ITA)                   |                                        |
| 64                                     | Martin Marcellusi (ITA)                |                                        |
| 65                                     | Alex Tolio (ITA)                       |                                        |
| 66                                     | Alessandro Tonelli (ITA)               |                                        |
| 67                                     | Samuele Zoccarato (ITA)                | AB-1                                   |

| Eolo-Kometa EOK | Eolo-Kometa EOK             | Eolo-Kometa EOK |
| --------------- | --------------------------- | --------------- |
| Num             | Coureur                     | Pos             |
| 71              | Davide Bais (ITA)           |                 |
| 72              | Simone Bevilacqua (ITA)     |                 |
| 73              | Francisco Muñoz Llana (ESP) |                 |
| 74              | Giovanni Lonardi (ITA)      |                 |
| 75              | Mirco Maestri (ITA)         |                 |
| 76              | Andrea Pietrobon (ITA)      |                 |
| 77              | Samuele Rivi (ITA)          |                 |

| TotalEnergies TEN | TotalEnergies TEN     | TotalEnergies TEN |
| ----------------- | --------------------- | ----------------- |
| Num               | Coureur               | Pos               |
| 81                | Thomas Bonnet (FRA)   |                   |
| 82                | Fabien Doubey (FRA)   |                   |
| 83                | Lucas Grolier (FRA)   |                   |
| 84                | Fabien Grellier (FRA) |                   |
| 85                | Alan Jousseaume (FRA) |                   |
| 86                | Paul Ourselin (FRA)   |                   |
| 87                | Geoffrey Soupe (FRA)  |                   |

| Team Corratec-Selle Italia COR | Team Corratec-Selle Italia COR | Team Corratec-Selle Italia COR |
| ------------------------------ | ------------------------------ | ------------------------------ |
| Num                            | Coureur                        | Pos                            |
| 91                             | Stefano Gandin (ITA)           | AB-1                           |
| 92                             | Davide Baldaccini (ITA)        |                                |
| 93                             | Nicolás Tivani (ARG)           |                                |
| 94                             | Alessandro Iacchi (ITA)        |                                |
| 95                             | Lorenzo Quartucci (ITA)        |                                |
| 96                             | Andrii Ponomar (UKR)           |                                |
| 97                             | Etienne van Empel (NED)        |                                |

| Saint Michel-Mavic-Auber 93 AUB | Saint Michel-Mavic-Auber 93 AUB | Saint Michel-Mavic-Auber 93 AUB |
| ------------------------------- | ------------------------------- | ------------------------------- |
| Num                             | Coureur                         | Pos                             |
| 101                             | Joris Delbove (FRA)             |                                 |
| 102                             | Romain Cardis (FRA)             |                                 |
| 103                             | Nicolas Debeaumarché (FRA)      |                                 |
| 104                             | Théo Delacroix (FRA)            |                                 |
| 105                             | Thomas Gachignard (FRA)         |                                 |
| 106                             | Anthony Maldonado (FRA)         |                                 |
| 107                             | Flavien Maurelet (FRA)          |                                 |

| Van Rysel-Roubaix Lille Métropole VRL | Van Rysel-Roubaix Lille Métropole VRL | Van Rysel-Roubaix Lille Métropole VRL |
| ------------------------------------- | ------------------------------------- | ------------------------------------- |
| Num                                   | Coureur                               | Pos                                   |
| 111                                   | Célestin Guillon (FRA)                |                                       |
| 112                                   | Maxime Jarnet (FRA)                   |                                       |
| 113                                   | Maximilien Juillard (FRA)             |                                       |
| 114                                   | Tom Mainguenaud (FRA)                 |                                       |
| 115                                   | Jérémy Leveau (FRA)                   |                                       |
| 116                                   | Kenny Molly (BEL)                     |                                       |
| 117                                   | Baptiste Huyet (FRA)                  |                                       |

| Nice Métropole Côte d'Azur NMC | Nice Métropole Côte d'Azur NMC | Nice Métropole Côte d'Azur NMC |
| ------------------------------ | ------------------------------ | ------------------------------ |
| Num                            | Coureur                        | Pos                            |
| 121                            | Jonathan Couanon (FRA)         |                                |
| 122                            | Axel Narbonne-Zuccarelli (FRA) |                                |
| 123                            | Larry Valvasori (LUX)          |                                |
| 124                            | Édouard Bonnefoix (FRA)        |                                |
| 125                            | Jean-Louis Le Ny (FRA)         |                                |
| 126                            | Andrea Mifsud                  |                                |
| 127                            | Maxime Urruty (FRA)            |                                |

| CIC U Nantes Atlantique UCN | CIC U Nantes Atlantique UCN | CIC U Nantes Atlantique UCN |
| --------------------------- | --------------------------- | --------------------------- |
| Num                         | Coureur                     | Pos                         |
| 131                         | Jordan Jegat (FRA)          |                             |
| 132                         | Yaël Joalland (FRA)         |                             |
| 133                         | Noa Isidore (FRA)           |                             |
| 134                         | Maël Guégan (FRA)           |                             |
| 135                         | Robin Plamondon (CAN)       |                             |
| 136                         | Léo Danès (FRA)             |                             |
| 137                         | Emmanuel Morin (FRA)        |                             |

| À Bloc CT ABC | À Bloc CT ABC              | À Bloc CT ABC |
| ------------- | -------------------------- | ------------- |
| Num           | Coureur                    | Pos           |
| 141           | Martijn Rasenberg (NED)    |               |
| 142           | Nils Sinschek (NED)        |               |
| 143           | Antti-Jussi Juntunen (FIN) |               |
| 144           | Callum MacLeod (GBR)       |               |
| 145           | Meindert Weulink (NED)     |               |
| 146           | Jesper Rasch (NED)         |               |
| 147           | Stijn Appel (NED)          |               |

| Bike Aid BAI | Bike Aid BAI            | Bike Aid BAI |
| ------------ | ----------------------- | ------------ |
| Num          | Coureur                 | Pos          |
| 151          | Dawit Yemane (ERI)      |              |
| 153          | Pirmin Eisenbarth (GER) |              |
| 154          | Vinzent Dorn (GER)      |              |
| 155          | Oliver Mattheis (GER)   |              |
| 156          | Enzo Decker (GER)       | AB-1         |
| 157          | Eric Muhoza (RWA)       |              |

| Tarteletto-Isorex TIS | Tarteletto-Isorex TIS   | Tarteletto-Isorex TIS |
| --------------------- | ----------------------- | --------------------- |
| Num                   | Coureur                 | Pos                   |
| 161                   | Gianni Marchand (BEL)   |                       |
| 162                   | Mauro Verwilt (BEL)     |                       |
| 163                   | Jacob Relaes (BEL)      |                       |
| 164                   | Maxime De Poorter (BEL) |                       |
| 165                   | Thomas Joseph (BEL)     |                       |
| 166                   | Torsten Demeyere (BEL)  |                       |
| 167                   | Bo Godart (BEL)         |                       |

| Trinity Racing TRI | Trinity Racing TRI     | Trinity Racing TRI |
| ------------------ | ---------------------- | ------------------ |
| Num                | Coureur                | Pos                |
| 171                | Callum Thornley (GBR)  |                    |
| 172                | Paul Magnier (FRA)     |                    |
| 173                | Finlay Pickering (GBR) |                    |
| 174                | Adrien Boichis (FRA)   |                    |

| Movistar Team MOV | Movistar Team MOV                  | Movistar Team MOV |
| ----------------- | ---------------------------------- | ----------------- |
| Num               | Coureur                            | Pos               |
| 1                 | Mathias Norsgaard (DEN)            |                   |
| 2                 | Imanol Erviti (ESP)                |                   |
| 3                 | Johan Jacobs (SUI)                 |                   |
| 4                 | Óscar Rodríguez Garaicoechea (ESP) |                   |
| 5                 | José Joaquín Rojas (ESP)           |                   |
| 6                 | Gonzalo Serrano (ESP)              |                   |
| 7                 | Vinicius Rangel (BRA)              |                   |

| AG2R Citroën Team ACT | AG2R Citroën Team ACT     | AG2R Citroën Team ACT |
| --------------------- | ------------------------- | --------------------- |
| Num                   | Coureur                   | Pos                   |
| 11                    | Benoît Cosnefroy (FRA)    |                       |
| 12                    | Michael Schär (SUI)       |                       |
| 13                    | Clément Venturini (FRA)   |                       |
| 14                    | Valentin Retailleau (FRA) |                       |
| 15                    | Damien Touzé (FRA)        |                       |
| 16                    | Greg Van Avermaet (BEL)   |                       |
| 17                    | Jordan Labrosse (FRA)     |                       |

| Cofidis COF | Cofidis COF           | Cofidis COF |
| ----------- | --------------------- | ----------- |
| Num         | Coureur               | Pos         |
| 21          | Jesús Herrada (ESP)   |             |
| 22          | François Bidard (FRA) |             |
| 23          | Rubén Fernández (ESP) |             |
| 24          | José Herrada (ESP)    |             |
| 25          | Axel Mariault (FRA)   |             |
| 26          | Rémy Rochas (FRA)     |             |

| Groupama-FDJ GFC | Groupama-FDJ GFC         | Groupama-FDJ GFC |
| ---------------- | ------------------------ | ---------------- |
| Num              | Coureur                  | Pos              |
| 31               | Romain Grégoire (FRA)    |                  |
| 32               | Lewis Askey (GBR)        |                  |
| 33               | Fabian Lienhard (SUI)    |                  |
| 34               | Rudy Molard (FRA)        |                  |
| 35               | Matthieu Ladagnous (FRA) |                  |
| 36               | Michael Storer (AUS)     |                  |
| 37               | Reuben Thompson (NZL)    |                  |

| Intermarché-Circus-Wanty ICW | Intermarché-Circus-Wanty ICW | Intermarché-Circus-Wanty ICW |
| ---------------------------- | ---------------------------- | ---------------------------- |
| Num                          | Coureur                      | Pos                          |
| 41                           | Rein Taaramäe (EST)          |                              |
| 42                           | Aimé De Gendt (BEL)          |                              |
| 43                           | Laurens Huys (BEL)           |                              |
| 44                           | Hugo Page (FRA)              |                              |
| 45                           | Tom Paquot (BEL)             |                              |
| 46                           | Simone Petilli (ITA)         |                              |
| 47                           | Lorenzo Rota (ITA)           |                              |

| Arkéa-Samsic ARK | Arkéa-Samsic ARK      | Arkéa-Samsic ARK |
| ---------------- | --------------------- | ---------------- |
| Num              | Coureur               | Pos              |
| 51               | Kévin Vauquelin (FRA) |                  |
| 52               | Élie Gesbert (FRA)    |                  |
| 53               | Maxime Bouet (FRA)    |                  |
| 54               | Mathis Le Berre (FRA) |                  |
| 55               | Luca Mozzato (ITA)    |                  |
| 56               | Laurent Pichon (FRA)  |                  |
| 57               | Baptiste Gillet (FRA) |                  |

| Green Project-Bardiani CSF-Faizanè BCF | Green Project-Bardiani CSF-Faizanè BCF | Green Project-Bardiani CSF-Faizanè BCF |
| -------------------------------------- | -------------------------------------- | -------------------------------------- |
| Num                                    | Coureur                                | Pos                                    |
| 61                                     | Luca Covili (ITA)                      |                                        |
| 62                                     | Filippo Fiorelli (ITA)                 |                                        |
| 63                                     | Davide Gabburo (ITA)                   |                                        |
| 64                                     | Martin Marcellusi (ITA)                |                                        |
| 65                                     | Alex Tolio (ITA)                       |                                        |
| 66                                     | Alessandro Tonelli (ITA)               |                                        |
| 67                                     | Samuele Zoccarato (ITA)                | AB-1                                   |

| Eolo-Kometa EOK | Eolo-Kometa EOK             | Eolo-Kometa EOK |
| --------------- | --------------------------- | --------------- |
| Num             | Coureur                     | Pos             |
| 71              | Davide Bais (ITA)           |                 |
| 72              | Simone Bevilacqua (ITA)     |                 |
| 73              | Francisco Muñoz Llana (ESP) |                 |
| 74              | Giovanni Lonardi (ITA)      |                 |
| 75              | Mirco Maestri (ITA)         |                 |
| 76              | Andrea Pietrobon (ITA)      |                 |
| 77              | Samuele Rivi (ITA)          |                 |

| TotalEnergies TEN | TotalEnergies TEN     | TotalEnergies TEN |
| ----------------- | --------------------- | ----------------- |
| Num               | Coureur               | Pos               |
| 81                | Thomas Bonnet (FRA)   |                   |
| 82                | Fabien Doubey (FRA)   |                   |
| 83                | Lucas Grolier (FRA)   |                   |
| 84                | Fabien Grellier (FRA) |                   |
| 85                | Alan Jousseaume (FRA) |                   |
| 86                | Paul Ourselin (FRA)   |                   |
| 87                | Geoffrey Soupe (FRA)  |                   |

| Team Corratec-Selle Italia COR | Team Corratec-Selle Italia COR | Team Corratec-Selle Italia COR |
| ------------------------------ | ------------------------------ | ------------------------------ |
| Num                            | Coureur                        | Pos                            |
| 91                             | Stefano Gandin (ITA)           | AB-1                           |
| 92                             | Davide Baldaccini (ITA)        |                                |
| 93                             | Nicolás Tivani (ARG)           |                                |
| 94                             | Alessandro Iacchi (ITA)        |                                |
| 95                             | Lorenzo Quartucci (ITA)        |                                |
| 96                             | Andrii Ponomar (UKR)           |                                |
| 97                             | Etienne van Empel (NED)        |                                |

| Saint Michel-Mavic-Auber 93 AUB | Saint Michel-Mavic-Auber 93 AUB | Saint Michel-Mavic-Auber 93 AUB |
| ------------------------------- | ------------------------------- | ------------------------------- |
| Num                             | Coureur                         | Pos                             |
| 101                             | Joris Delbove (FRA)             |                                 |
| 102                             | Romain Cardis (FRA)             |                                 |
| 103                             | Nicolas Debeaumarché (FRA)      |                                 |
| 104                             | Théo Delacroix (FRA)            |                                 |
| 105                             | Thomas Gachignard (FRA)         |                                 |
| 106                             | Anthony Maldonado (FRA)         |                                 |
| 107                             | Flavien Maurelet (FRA)          |                                 |

| Van Rysel-Roubaix Lille Métropole VRL | Van Rysel-Roubaix Lille Métropole VRL | Van Rysel-Roubaix Lille Métropole VRL |
| ------------------------------------- | ------------------------------------- | ------------------------------------- |
| Num                                   | Coureur                               | Pos                                   |
| 111                                   | Célestin Guillon (FRA)                |                                       |
| 112                                   | Maxime Jarnet (FRA)                   |                                       |
| 113                                   | Maximilien Juillard (FRA)             |                                       |
| 114                                   | Tom Mainguenaud (FRA)                 |                                       |
| 115                                   | Jérémy Leveau (FRA)                   |                                       |
| 116                                   | Kenny Molly (BEL)                     |                                       |
| 117                                   | Baptiste Huyet (FRA)                  |                                       |

| Nice Métropole Côte d'Azur NMC | Nice Métropole Côte d'Azur NMC | Nice Métropole Côte d'Azur NMC |
| ------------------------------ | ------------------------------ | ------------------------------ |
| Num                            | Coureur                        | Pos                            |
| 121                            | Jonathan Couanon (FRA)         |                                |
| 122                            | Axel Narbonne-Zuccarelli (FRA) |                                |
| 123                            | Larry Valvasori (LUX)          |                                |
| 124                            | Édouard Bonnefoix (FRA)        |                                |
| 125                            | Jean-Louis Le Ny (FRA)         |                                |
| 126                            | Andrea Mifsud                  |                                |
| 127                            | Maxime Urruty (FRA)            |                                |

| CIC U Nantes Atlantique UCN | CIC U Nantes Atlantique UCN | CIC U Nantes Atlantique UCN |
| --------------------------- | --------------------------- | --------------------------- |
| Num                         | Coureur                     | Pos                         |
| 131                         | Jordan Jegat (FRA)          |                             |
| 132                         | Yaël Joalland (FRA)         |                             |
| 133                         | Noa Isidore (FRA)           |                             |
| 134                         | Maël Guégan (FRA)           |                             |
| 135                         | Robin Plamondon (CAN)       |                             |
| 136                         | Léo Danès (FRA)             |                             |
| 137                         | Emmanuel Morin (FRA)        |                             |

| À Bloc CT ABC | À Bloc CT ABC              | À Bloc CT ABC |
| ------------- | -------------------------- | ------------- |
| Num           | Coureur                    | Pos           |
| 141           | Martijn Rasenberg (NED)    |               |
| 142           | Nils Sinschek (NED)        |               |
| 143           | Antti-Jussi Juntunen (FIN) |               |
| 144           | Callum MacLeod (GBR)       |               |
| 145           | Meindert Weulink (NED)     |               |
| 146           | Jesper Rasch (NED)         |               |
| 147           | Stijn Appel (NED)          |               |

| Bike Aid BAI | Bike Aid BAI            | Bike Aid BAI |
| ------------ | ----------------------- | ------------ |
| Num          | Coureur                 | Pos          |
| 151          | Dawit Yemane (ERI)      |              |
| 153          | Pirmin Eisenbarth (GER) |              |
| 154          | Vinzent Dorn (GER)      |              |
| 155          | Oliver Mattheis (GER)   |              |
| 156          | Enzo Decker (GER)       | AB-1         |
| 157          | Eric Muhoza (RWA)       |              |

| Tarteletto-Isorex TIS | Tarteletto-Isorex TIS   | Tarteletto-Isorex TIS |
| --------------------- | ----------------------- | --------------------- |
| Num                   | Coureur                 | Pos                   |
| 161                   | Gianni Marchand (BEL)   |                       |
| 162                   | Mauro Verwilt (BEL)     |                       |
| 163                   | Jacob Relaes (BEL)      |                       |
| 164                   | Maxime De Poorter (BEL) |                       |
| 165                   | Thomas Joseph (BEL)     |                       |
| 166                   | Torsten Demeyere (BEL)  |                       |
| 167                   | Bo Godart (BEL)         |                       |

| Trinity Racing TRI | Trinity Racing TRI     | Trinity Racing TRI |
| ------------------ | ---------------------- | ------------------ |
| Num                | Coureur                | Pos                |
| 171                | Callum Thornley (GBR)  |                    |
| 172                | Paul Magnier (FRA)     |                    |
| 173                | Finlay Pickering (GBR) |                    |
| 174                | Adrien Boichis (FRA)   |                    |